# Liste der Bodendenkmäler in Lengenwang
Auf dieser Seite sind die Bodendenkmäler in der schwäbischen Gemeinde Lengenwang zusammengestellt. Diese Tabelle ist eine Teilliste der Liste der Bodendenkmäler in Bayern. Grundlage ist die Bayerische Denkmalliste, die auf Basis des Bayerischen Denkmalschutzgesetzes vom 1. Oktober 1973 erstmals erstellt wurde und seither durch das Bayerische Landesamt für Denkmalpflege geführt wird. Die folgenden Angaben ersetzen nicht die rechtsverbindliche Auskunft der Denkmalschutzbehörde.

## Bodendenkmäler der Gemeinde Lengenwang

### Bodendenkmäler in der Gemarkung Lengenwang
| Lage                  | Objekt | Akten-Nr.     | Bild                    |
| --------------------- | --- | ------------- | ----------------------- |
| Lengenwang (Standort) | Landwehr des Mittelalters oder der frühen Neuzeit.                                                                            | D-7-8229-0044 |                         |
| Lengenwang (Standort) | Burgstall des Mittelalters.                                                                                                   | D-7-8229-0131 | Burgstall D-7-8229-0131 |
| Lengenwang (Standort) | Untertägige mittelalterliche und frühneuzeitliche Befunde im Bereich der Katholischen Pfarrkirche St. Wolfgang in Lengenwang. | D-7-8329-0069 |                         |